# Lekoseum
Lekoseum är ett svenskt leksaksmuseum i Osby som grundades 1984 och som sedan 2014 drivs av Stiftelsen Lekoseum, som bildats av Brio AB, Osby kommun, Brioveteranernas fond samt familjen Ivarsson. Lekoseum med museum, leksaksbutik och arkiv ligger sedan 2024 samlat i det anrika gamla Briohuset på Briogatan 1.  
Museet visar leksaksföretaget Brios utveckling sedan 1884 och leksaker som har tillverkats lokalt hos många olika underleverantörer och i Brios egna fabriker i Osby och Killeberg. Det erbjuder också många lekrum med Brio trätåg, Märklin elektriska tåg, labyrintspel, Alga-spel och Barbie-dockhus. 

## Bildgalleri

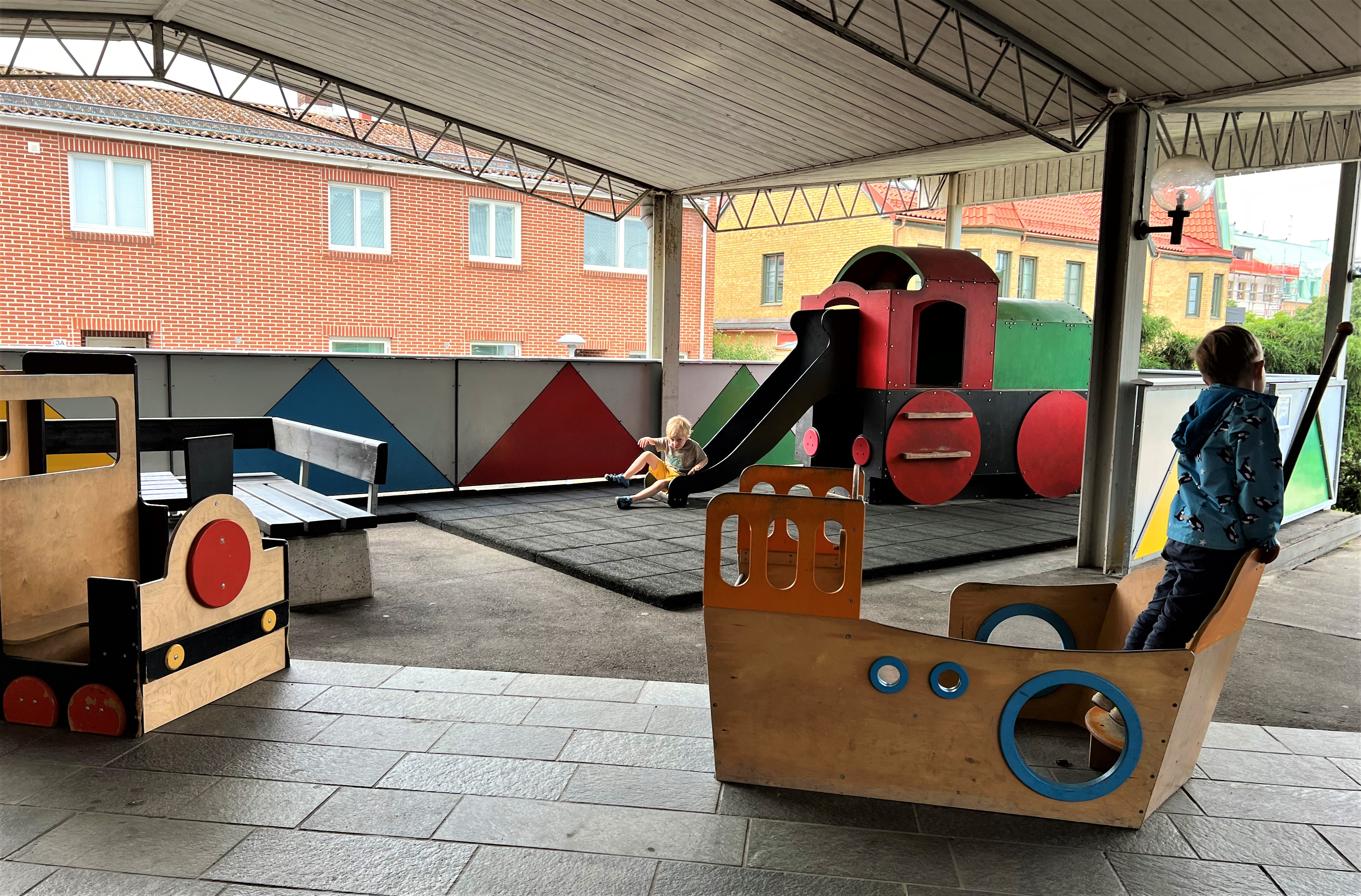
Entré
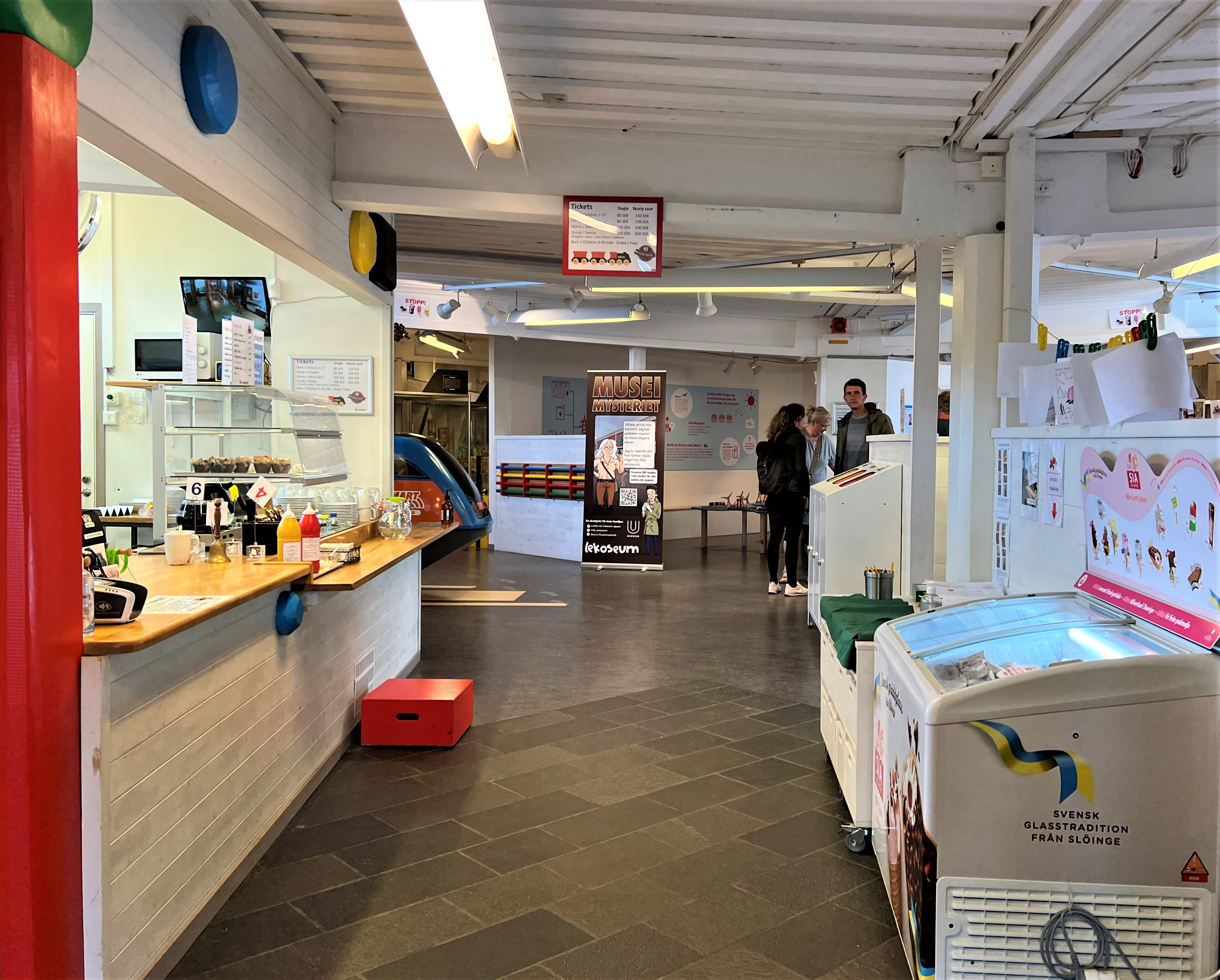
Reception
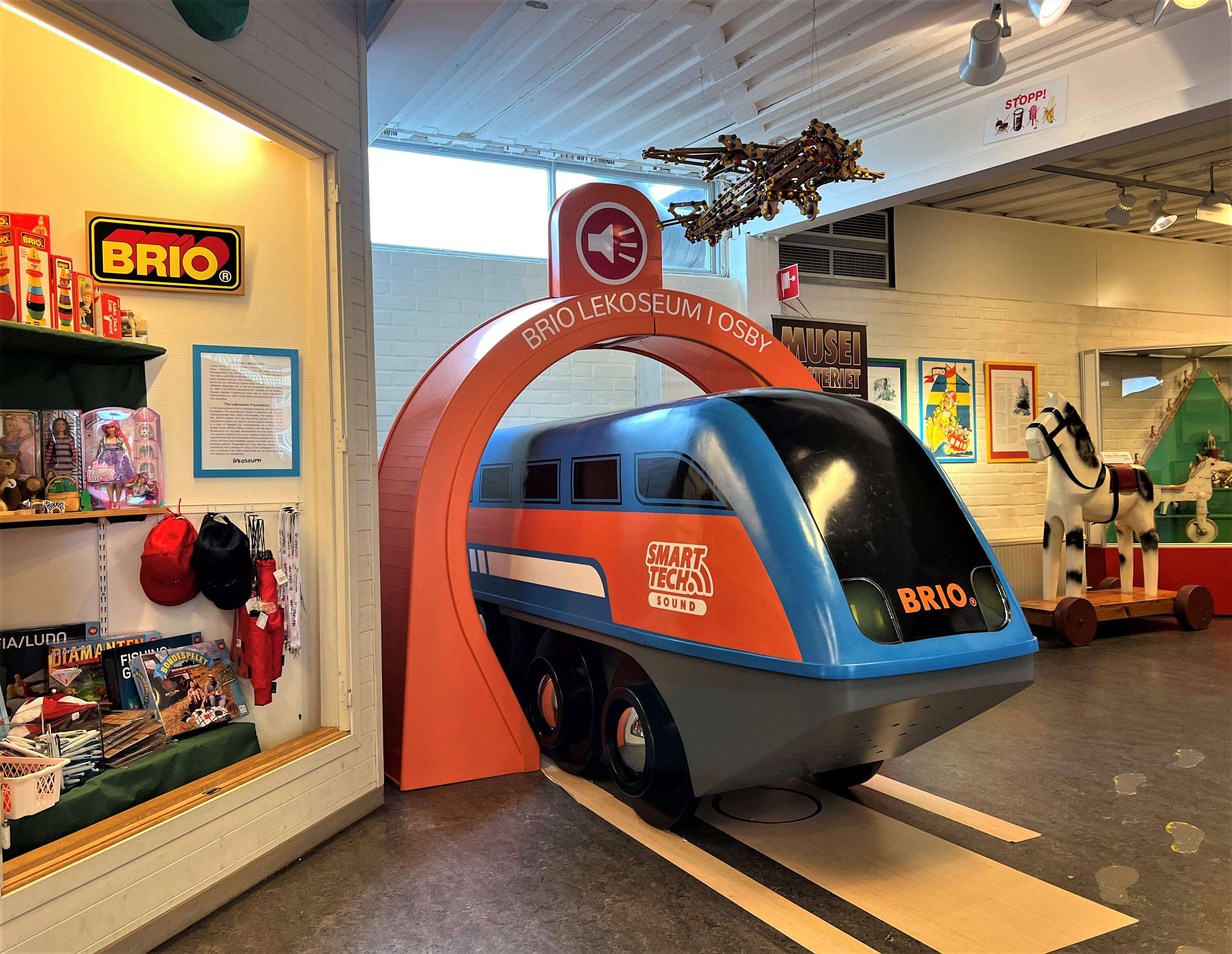
Brio-tåg
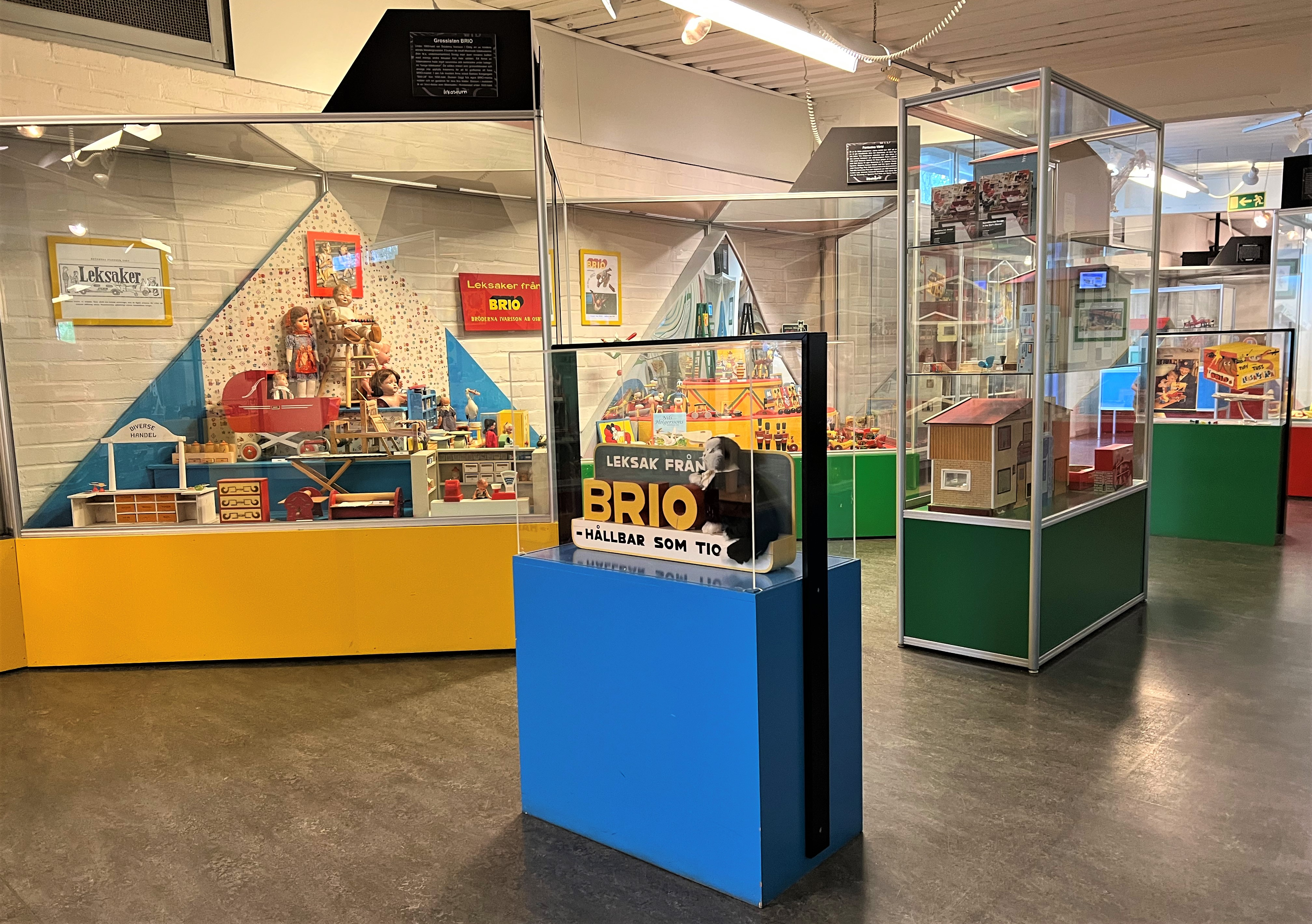
Montrar